# Młyn w Prażkach
Młyn w Prażkach (dawniej w Jakubowie lub Prażkach-Jakubowie) – młyn wodny nad Miazgą wybudowany na początku XX w., znajdujący się w Prażkach, w gminie Będków, w województwie łódzkim.

## Historia miejsca
Młyn wodny w tej lokalizacji istniał od niepamiętnych czasów. Był zaznaczony na mapach z początku XIX w. Osada młyńska nazywana była Jakubów od imienia jednego z właścicieli: Jakuba Dratwy. W XIX w. istniał drewniany, parterowy budynek młyna usytuowany częściowo na stałym lądzie (część mieszkalna) a częściowo na palach dębowych nad wodą (część produkcyjna). Posiadał dach czterospadowy kryty słomą. Był poruszany kołem wodnym nasiębiernym i wyposażony w jedną parę kamieni, żubrownik, perlak i jagielnik. W tym okresie młyn odwiedzał przyszły pisarz, Władysław Stanisław Reymont, którego ojciec, Józef Rejment, był właścicielem okolicznej posiadłości (w tym młyna). Według informacji okolicznych mieszkańców Władysław pracował w młynie u ojca zanim podjął naukę krawiectwa w Warszawie. 
Młyn został rozebrany w ostatnich latach XIX w. i szybko zastąpiony kolejnym budynkiem młyna: drewnianym, jednopiętrowym, na rzucie prostokąta. Posiadał nowocześniejsze wyposażenie, w tym turbinę wodną. Budynek spłonął w pożarze tuż przed lub tuż po I wojnie światowej.

## Obecny młyn
Obecnie istniejący młyn został wybudowany w miejscu po spalonym młynie. Budynek jednopiętrowy, częściowo murowany (parter) a częściowo drewniany oszalowany deskami (piętro). Posiada dach dwuspadowy kryty papą. Był poruszany turbiną wodną i wyposażony w 2 pary walców, śrutownik i urządzenia czyszczące. Jego zdolność przemiałowa wynosiła 2,5-3 tony zboża na dobę. W okresie II wojny światowej przerwał pracę i pozostawał nieczynny. Wznowił pracę na krótki okres po zakończeniu wojny. W latach 70. był już nieczynny.